# Вакцина Vaxart проти COVID-19
Вакцина Vaxart проти COVID-19, також відома під назвами VXA-CoV2-1 і VXA-CoV2-1.1-S — кандидат на вакцину проти COVID-19, розроблений американською компанією «Vaxart», для перорального застосування. На думку низки вчених, місцевий імунітет слизової оболонки ротової порожнини є першим бар'єром від вірусних захворювань, що передаються повітряно-крапельним шляхом, зокрема коронавіруси та віруси грипу, що може мати важливе значення для зменшення поширення вірусів та запобігання їх передачі.
Пероральна вакцина «Vaxart» може стати значним прогресом у технології розробки вакцин. Вона розроблена для вироблення міцних і тривалих імунних реакцій, включаючи реакцію слизової оболонки та системні імунні реакції. Крім того, пероральний шлях введення забезпечує більш безпечний і зручний спосіб введення порівняно з ін'єкційними вакцинами.
У порівнянні з іншими вакцинами проти COVID-19 (які вже масово використовуються), вакцина «Vaxart» знаходиться ще на стадії розробки — вона ще проходить ІІ фазу клінічних досліджень.

## Загальні відомості
Дія вакцини «Vaxart» проти COVID-19 спрямована на білок шипоподібних виростків (S) і нуклеопротеїн (N) вірусу SARS-CoV-2. Протеїн N є більш консервативним (менш схильним до мутацій), ніж білок С, і тому нові варіанти вірусу мають меншу ймовірність уникнути захисту. Нуклеопротеїн N також є хорошою мішенню для Т-клітинної імунної відповіді, оскільки лише сильна Т-клітинна відповідь може дати багатоваріантний захист від важкої форми коронавірусної хвороби. Компанія «Vaxart» також повідомила, що їх кандидат на вакцину містить лише білок шипоподібних виростків вірусу SARS-CoV-2, яка може покращити вироблення антитіл, включаючи зокрема й проти нових варіантів вірусу, зокрема й Омікрон-варіанту.
Очікується, що цей новий кандидат на вакцину проти COVID-19 спричинить сильну імунну реакцію в слизових оболонках і сироватці крові, а також спричинить посилену індукцію Т-клітин. Крім того, компанія «Vaxart» раніше вказувала, що пероральна вакцина, яка застосовується двічі, та розроблена на власній платформі, може спричинити імунну відповідь без додаткових умов.

### Механізм дії
Оральна рекомбінантна вакцина «Vaxart» виготовляються у вигляді таблеток, вкритих кишковорозчинною оболонкою, яка розчиняється в тонкому кишечнику. Кишковорозчинне покриття захищає діючу речовину від кислого середовища шлунка. Потрапляючи в тонкий кишечник, вакцина задіює до роботи специфічно налаштовану імунну систему кишечника для вироблення міцної і тривалої імунної відповіді і реакцію слизової оболонки для створення міцного і стійкого імунітету.
Компанія «Vaxart» розробляє також рідку форму вакцини для маленьких дітей і дорослих, які не можуть приймати таблетки.
Вакцина «Vaxart» не містить вбитих або ослаблених вірусів. У процесі виробництва вакцини не використовуються яйця.

## Оцінки вакцини
Засновник компанії «Vaxart» Шон Такер вважає, що наявність пероральної вакцини може допомогти вирішити проблему відмови від вакцинації. Зокрема, він виходить із даних, викладених у журналі «The Lancet» за січень 2021 року, в якому 20 % дорослих американців постійно заявляли, що будуть вакцинуватися лише в тому випадку, якщо їх без цього не допустять до роботи, або й не будуть вакцинуватися взагалі, насамперед тому що багато людей бояться ін'єкцій. За словами Шона Такера, ще одним ключовим моментом, у якому ці вакцини можуть конкурувати з вакцинами першого покоління — це їх ціна, яка буде значно дешевшою, ніж дорожчі вакцини «Pfizer» і «Moderna». Метою багатьох виробників вакцин є досягнення ціни від 3 до 5 доларів за дозу, враховуючи, що сума субсидій на вакцини від багатьох урядів у всьому світі є недостатньою для поточного діапазону цін від 25 до 30 доларів за дозу (зокрема, для мРНК-вакцини), й тому це може стати для них недосяжним завданням.